# Supremacy (Hatebreed)
Supremacy is een studioalbum van de hardcoreband Hatebreed, uitgebracht 29 augustus 2006.

## Tracklisting
1. "Defeatist" – 3:19
2. "Horrors Of Self" – 2:29
3. "Mind Over All" – 1:59
4. "To The Threshold" – 2:49
5. "Give Wings To My Triumph" – 3:05
6. "Destroy Everything" – 3:29
7. "Divine Judgment" – 2:28
8. "Immortal Enemies" – 2:29
9. "The Most Truth" – 2:44
10. "Never Let It Die" – 3:39
11. "Spitting Venom" – 2:49
12. "As Diehard As They Come" – 2:17
13. "Supremacy Of Self" – 2:47

### Bonustracks
- "Pollution of the Soul": Japanse bonustrack & exclusief voor iTunes
- "New Hate Rising": exclusief voor iTunes

## Muzikanten
- Jamey Jasta (zanger)
- Sean Martin (gitaar)
- Chris Beattie (bassist)
- Matt Byrne (drummer)
- Frank '3 Gun' Novinec (gitarist)